# Акаска (Південна Дакота)
Акаска (англ. Akaska) — місто (англ. town) в США, в окрузі Волворт штату Південна Дакота. Населення — 77 осіб (2020).

## Географія
Акаска розташована за координатами 45°19′52″ пн. ш. 100°7′15″ зх. д. / 45.33111° пн. ш. 100.12083° зх. д. (45.331026, -100.120861).  За даними Бюро перепису населення США в 2010 році місто мало площу 1,58 км², уся площа — суходіл.

## Демографія
Згідно з переписом 2010 року, у місті мешкали 42 особи в 21 домогосподарстві у складі 8 родин. Густота населення становила 27 осіб/км².  Було 172 помешкання (109/км²).
Расовий склад населення:
| - 100,0 % — білих |

До двох чи більше рас належало 0,0 %. Частка іспаномовних становила 0,0 % від усіх жителів.
За віковим діапазоном населення розподілялося таким чином: 23,8 % — особи молодші 18 років, 45,2 % — особи у віці 18—64 років, 31,0 % — особи у віці 65 років та старші. Медіана віку мешканця становила 41,0 року. На 100 осіб жіночої статі у місті припадало 100,0 чоловіків;  на 100 жінок у віці від 18 років та старших — 128,6 чоловіків також старших 18 років.
Цивільне працевлаштоване населення становило 9 осіб. Основні галузі зайнятості: будівництво — 66,7 %, транспорт — 22,2 %, сільське господарство, лісництво, риболовля — 11,1 %.